# Schlager (tidning)
Schlager var en svensk rocktidning som startades i Stockholm 1980 av musikjournalisterna Håkan Lahger, Mats Lundgren, Thore Soneson och Bengt Eriksson, samtliga hade tidigare varit verksamma på tidningen Musikens makt och den nya tidningen kom att förena äldre proggjournalister med nyfikenheten kvar och en yngre generation kritiker som präglats av punken, vilket också speglades i bredden på dess läsekrets. Tidningen var den dominerande musiktidningen på 1980-talet och anses ha förnyat den svenska musikjournalistiken med mer djuplodande och subjektiva artiklar. Tidningens fotografer, främst Hatte Stiwenius, Tommy Nilsson, Mats Bäcker och Lars Torndahl, förnyade bildspråket kring rockmusik och porträtt, inspirerade av bl.a. den engelska tidningen New Musical Express. De bröt normen som länge gällt med glamorösa idolbilder för att istället göra grafiskt starka bilder, framför allt i svartvitt. Tidningen kan sägas ha spelat en lika stor roll för 1980-talets svenska musikjournalistik som Pop tio år senare. 
1985 slogs Schlager ihop med tidningen Ritz och blev den nya tidningen  Slitz.

## Historia
Första numret av Schlager gavs ut den 10 oktober 1980. Tidningen utkom varannan vecka och gavs till en början ut i tabloidformat, men från hösten 1982 övergick den till veckotidningsformat med glättat papper. Upplagan låg på mellan 15 000 och 20 000 exemplar. Tidningen ägdes av redaktionen. Den gavs ut av föreningen Rockmani, vars medlemmar var tidningens anställda, och senare av Tidskriften Schlager AB. Namnet på tidningen valdes delvis som ironi, men också för att ordet schlager står för något som slår an. Förutom den tryckta tidningen gav Schlager även ut singlar (Schlagers julsingel). Hösten 1983 köptes Schlager av Saxon & Lindströms förlag och blev en månadstidning. År 1985 slogs tidningen ihop med den göteborgsbaserade konkurrenten Ritz och bildade Slitz. Schlager hade då utkommit i 110 nummer. Tidningen Slitz som till en början fortsatte som musiktidning kom med tiden att ändra inriktning och bli en herrtidning.

### Redaktion
- Håkan Lahger (ansvarig utgivare, 1980-1985)
- Bengt Eriksson (1980-1982)
- Mats Lundgren (1980-1984)
- Thore Soneson (1980-1982)
- Susanne Ljung (1981)
- Mårten Ekenstam (1981)
- Lars Nylin (1982-1984)
- Jens Peterson (1982-1985)
- Per Wirtén (1983-1985)
- Per Kviman (1985)[5]

### Övriga skribenter och medarbetare
Oludotun Adebayo, Kristina Adolfsson, Helene Benno, Karin Björkman, Mats Bäcker (fotograf), Michael Dee, Lars "Amba" Esselius (layout, illustration), Greg FitzPatrick, Lars Nilsson, Sören Nylin, Chris Salewicz, Lars Sundestrand, Lars Torndahl (fotograf), Thomas Stålberg (tecknare), med flera.

## Diskografi
- 1980 - Schlagers EP
- 1980 - Schlagers julsingel
- 1981 - Schlagers sommarkassett
- 1981 - Schlagers nyårssingel

## Eftermäle
| ” | Schlager var den enda platsen där man kunde få läsa långa initierade texter om musik, texter som på ett helt nytt sätt blandade samtidsreportage med musik. I mitt minne var tidningen tydligt anglofil. Rough Trade, Stiff, Postcard, brittiska skivbolag och artister förde utvecklingen framåt. Schlager skrev om den och om den svenska musikscenen som i det tidiga åttiotalet var inne i ett fantastiskt kreativt flöde med sin blandning av punk, synth och new wave (...) Schlager fyllde ett tomrum i svensk press... | „ |

 - Gunnar Bolin 2011